# François Bard (amiral)
 (juin 2018).
Si vous disposez d'ouvrages ou d'articles de référence ou si vous connaissez des sites web de qualité traitant du thème abordé ici, merci de compléter l'article en donnant les références utiles à sa vérifiabilité et en les liant à la section « Notes et références ».
Pour les articles homonymes, voir François Bard et Bard.

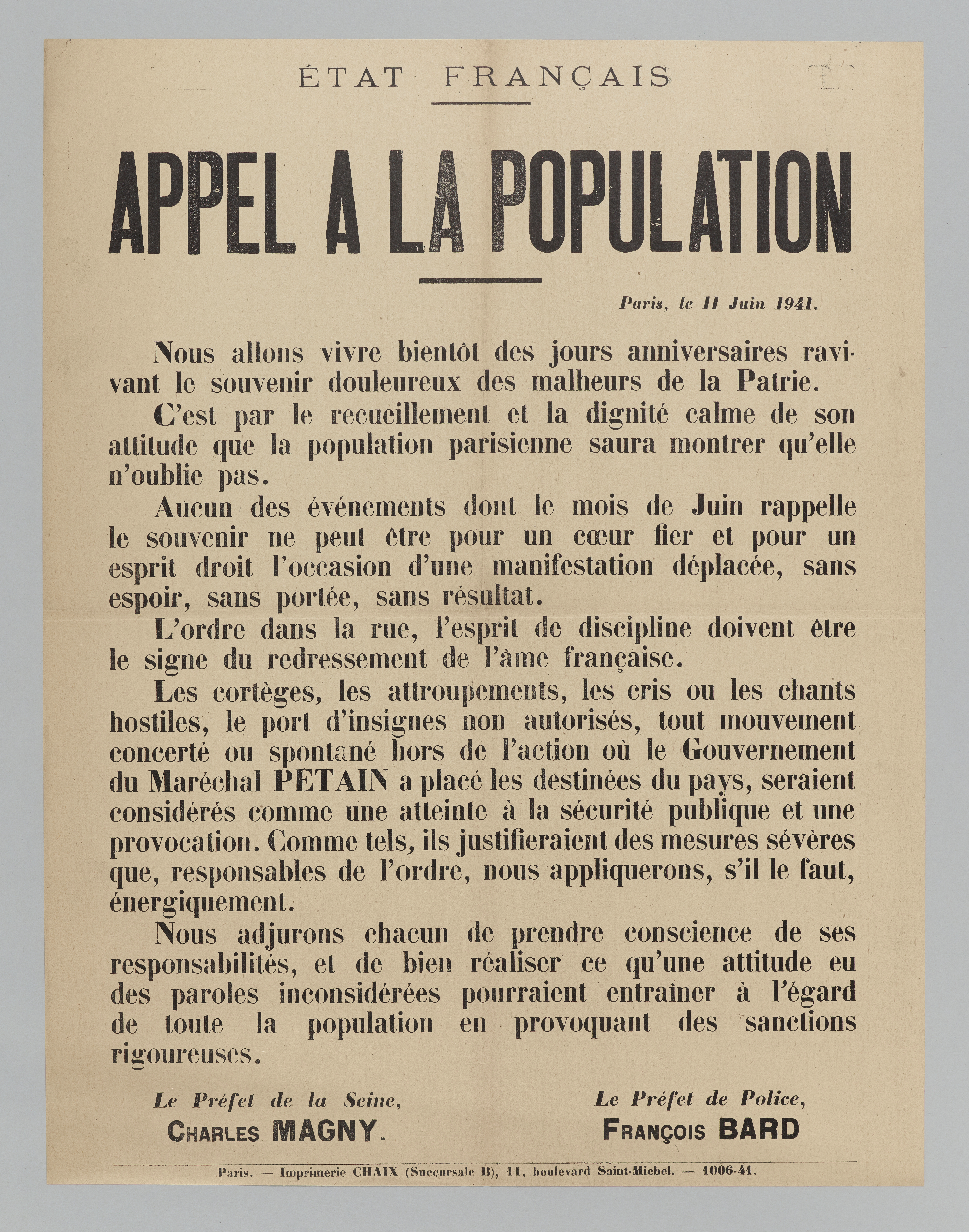
Appel du 11 juin 1941.

François Bard, né le 1er décembre 1889, officier de marine, contre-amiral, nommé préfet de la Haute-Vienne le 24 septembre 1940 et préfet de police de Paris à la mi-mai 1941,. En 1941, il contresigne la réglementation du camp de Drancy rédigée par le SS Dannecker, chef de la section chargée de la question juive à la Gestapo parisienne, avec qui il supervise le déroulement de la Rafle du Billet Vert à Paris, en particulier au gymnase Japy.
Remplacé par Bussière au retour de Laval en avril 1942, il est nommé ambassadeur à Berne (Suisse) où il meurt des suites d’un accident le 1er avril 1944.